# Matijevići (Dvor)
Matijevići is een plaats in de gemeente Dvor in de Kroatische provincie Sisak-Moslavina. De plaats telt 421 inwoners (2001).